# Бисдорф (район Берлина)
Бисдорф (нем. Biesdorf, произносится раздельно: «би́с-до́рф») — район в берлинском административном округе Марцан-Хеллерсдорф.

## История
Первые упоминания деревни Бисдорф восходят к Средневековью. В 1920 году в ходе образования «Большого Берлина» обширные территории, прилегающие к Берлину с северо-востока, в том числе и Бисдорф, были включены в состав города в качестве нового округа Лихтенберг. К декабрю 1927 года город Берлин выкупил все владения в Бисдорфе, в том числе дворец Бисдорф, поместья и парк. В ноябре 1928 года в Бисдорф была проведена линия городской электрички.
В ходе развития программы строительства в Восточном Берлине в 1979 году из округа Лихтенберг был выделен самостоятельный округ Марцан, в который также и был передан Бисдорф. В 1986 году часть округа Марцан была также выделена в самостоятельный округ Хеллерсдорф. В 2001 году в ходе административной реформы, целью которой было сокращение числа округов в Берлине, округа Марцан и Хеллерсдорф были объединены, и с тех пор Бисдорф является частью укрупнённого округа Марцан-Хеллерсдорф.

## Галерея
- Деревенская церковь Бисдорфа
- Дворец Бисдорф
- «Театр у парка»
- Старинный жилой дом
- Больница имени Вильгельма Гризингера